# آرتسبرگ، اشتایرمارک
آرتسبرگ (به آلمانی: Arzberg) یک منطقهٔ مسکونی در اتریش است که در وایتس واقع شده‌است. آرتسبرگ ۱۵ کیلومتر مربع مساحت دارد ۵۷۹ متر بالاتر از سطح دریا واقع شده‌است.

## خواهرخوانده
شهر آرزبرگ خواهرخواندهٔ آرتسبرگ، اشتایرمارک هست.